# Вароша (квартал на Воден)
Вижте пояснителната страница за други значения на Вароша.
Вароша (на гръцки: Βαρόσι) е традиционният стар квартал на македонския град Воден (Едеса), Гърция.
На север граничи с Парка с водопадите и стадиона в града, на юг – с улица „Архиеревс Пантелеймон“, на запад – с улица „Капетан Гарофис“ и на изток – с края на платото на града.
Махалата се развива като християнска в османско време на мястото на стария средновековен Горен град – акропола на Воден. Вароша е единствената част на града, която е запазила голяма част от историческата архитектура на Воден, дело на местни майстори и типични представители на архитектурата от миналите векове. Запазените прекрасни комплекси са особено важни за историята на местната традиционна архитектура. В квартала са запазени византийски и османски архитектурни паметници. Сред забележителностите в квартала са Юсмевата, Цамевата и Валасовата къща.
В 1966 година акрополът, а в 1983 година и целият Варош са обявени за паметник на културата.